# 마지막 연인 (영화)
《마지막 연인》(영어: Intersection)은 미국에서 제작된 1994년 로맨틱 드라마 영화이다. 마크 라이델이 연출과 제작을 맡고, 리처드 기어, 샤론 스톤 등이 출연하였다.

## 출연진
- 리처드 기어
- 샤론 스톤
- 롤리타 더비더비치
- 마틴 랜다우
- 데이비드 셀비
- 제니퍼 모리슨

## 기타 제작진
- 공동 제작: 레이 하트윅
- 협력 제작: 앨런 B. 커티스
- 배역: 린 스톨매스터
- 미술: 해럴드 마이컬슨
- 의상: 엘런 미로지닉